# Superliga de voleibol 2012-13
La Superliga masculina de voleibol de España 2012-13 será el XLIX torneo de la máxima categoría de liga del voleibol español.

## Sistema de competición
El torneo se disputa entre 9 equipos por sistema de liga a doble vuelta entre el 13 de octubre de 2012 y el 2 de marzo de 2013. Finalizada la liga regular, los equipos clasificados en los puestos de 1º al 4º jugarán un play-off de semifinales y final para establecer la clasificación definitiva. Para determinar el orden de los partidos se tendrá en cuenta la clasificación de la Liga regular.
Por otro lado los equipos que ocupen las posiciones 11º y 12º en la Liga regular descenderán a la Superliga 2. En el supuesto que haya 11 o menos equipos participantes únicamente descenderá el último clasificado, lo cual sucederá en esta temporada (solamente 10 equipos).
Asimismo los equipos que se encuentren entre los siete primeros al final de la primera vuelta, más el patrocinador, disputarán la Copa del Rey.

## Equipos
| Club                      | Nombre                      | Sede                      | Región               | Pabellón                             |
| ------------------------- | --------------------------- | ------------------------- | -------------------- | ------------------------------------ |
| Club Voleibol Teruel      | CAI Teruel                  | Teruel                    | Aragón               | Pabellón Municipal Los Planos        |
| Club Voleibol Almería     | Unicaja Almería             | Almería                   | Andalucía            | Pabellón Moisés Ruiz                 |
| Numancia CMA Soria        | CMA Soria Numancia          | Soria                     | Castilla y León      | Pabellón Polideportivo Los Pajaritos |
| Club Voleibol Esquimo     | Cajasol Juvasa              | Dos Hermanas (Sevilla)    | Andalucía            | CDM Los Montecillos                  |
| Club Voleibol L'Illa Grau | UBE L,Illa Grau             | Castellón de la Plana     | Comunidad Valenciana | Pabellón Ciutat de Castelló          |
| Club Vigo Voleibol        | Club Vigo Voleibol          | Vigo (Pontevedra)         | Galicia              | Pabellón Municipal de Coia           |
| Club Voleibol 7 islas     | Vecindario ACE Gran Canaria | Vecindario (Gran Canaria) | Canarias             | Pol. Municipal de Vecindario         |
| Club Voleibol Ibiza       | Ushuaïa Ibiza Vóley         | Ibiza                     | Islas Baleares       | Polideportivo de "Es Viver"          |
| CV Andorra                | CV Andorra                  | Andorra la Vieja          | Andorra              | Poliesportiu M.I. Govern d'Andorra   |
| Club Voleibol Zaragoza    | C.V. Zaragoza               | Zaragoza                  | Aragón               | CDM siglo XXI                        |

## Clasificación liga regular
Clasificación tras la jornada 18.
| Pos | Equipo                      | Pts. | J 1 | J 2 | J 3 | J 4 | J 5 | J 6 | J 7 | J 8 | J 9 | J 1 0 | J 1 | J 1 2 | J 1 3 | J 1 4 | J 1 5 | J 1 6 | J 1 7 | J 1 8 |
| --- | --------------------------- | ---- | --- | --- | --- | --- | --- | --- | --- | --- | --- | ----- | --- | ----- | ----- | ----- | ----- | ----- | ----- | ----- |
| 1   | CAI Teruel                  | 48   | 3   | 3   | 2   | 3   | 3   | 3   | 3   | 0   | 2   | 3     | 3   | 3     | 3     | 3     | 3     | 3     | 2     | 3     |
| 2   | Unicaja Almería             | 46   | 3   | 3   | 3   | 1   | 3   | 3   | 3   | 3   | 3   | 3     | 3   | 3     | 3     | 3     | 2     | 3     | 1     | 0     |
| 3   | CMA Soria Numancia          | 39   | 3   | 3   | 3   | 2   | 3   | 0   | 3   | 3   | 1   | 3     | 3   | 3     | 0     | 0     | 3     | 3     | 3     | 0     |
| 4   | Cajasol Juvasa              | 39   | 0   | 3   | 3   | 3   | 0   | 3   | 3   | 3   | 0   | 0     | 0   | 3     | 3     | 3     | 3     | 3     | 3     | 3     |
| 5   | Ushuaïa Ibiza Vóley         | 37   | 0   | 0   | 1   | 3   | 3   | 3   | 3   | 3   | 3   | 0     | 3   | 0     | 3     | 3     | 0     | 3     | 3     | 3     |
| 6   | UBE L'Illa Grau             | 19   | 0   | 2   | 0   | 0   | 0   | 3   | 0   | 0   | 3   | 3     | 3   | 0     | 0     | 0     | 3     | 0     | 0     | 2     |
| 7   | Vecindario ACE Gran Canaria | 18   | 3   | 0   | 3   | 0   | 3   | 0   | 0   | 0   | 3   | 0     | 0   | 0     | 0     | 2     | 1     | 0     | 0     | 3     |
| 8   | CV Andorra                  | 15   | 0   | 0   | 0   | 2   | 0   | 0   | 0   | 3   | 0   | 0     | 0   | 3     | 3     | 0     | 0     | 0     | 3     | 1     |
| 9   | Club Vigo Voleibol          | 9    | 3   | 1   | 0   | 1   | 0   | 0   | 0   | 0   | 0   | 3     | 0   | 0     | 0     | 1     | 0     | 0     | 0     | 0     |
| 10  | C.V. Zaragoza               | 0    | 0   | 0   | 0   | 0   | 0   | 0   | 0   | 0   | 0   | 0     | 0   | 0     | 0     | 0     | 0     | 0     | 0     | 0     |

Nota.- Se disputan partidos fuera de fechas por ajuste en los calendarios.
Pts = Puntos; J = Jornada
|  | Juega play-off por el título. |
|  | Desciende a Superliga 2.      |

- A partir de la temporada 2009-2010 se implantó un nuevo sistema de puntuación en el que en las victorias por 3-0 y 3-1 se otorgan 3 puntos al vencedor y 0 al perdedor, mientras que en las victorias por 3-2 se otorgan 2 puntos al vencedor y 1 al perdedor.

### Evolución de la clasificación
| Equipo / Jornada            | 01 | 02 | 03 | 04 | 05 | 06 | 07 | 08 | 09 | 10 | 11 | 12 | 13 | 14 | 15 | 16 | 17 | 18 |
| --------------------------- | -- | -- | -- | -- | -- | -- | -- | -- | -- | -- | -- | -- | -- | -- | -- | -- | -- | -- |
| CAI Teruel                  | 1  | 1  | 1  | 1  | 1  | 1  | 1  | 2  | 2  | 2  | 2  | 2  | 2  | 2  | 2  | 2  | 2  | 1  |
| Unicaja Almería             | 3  | 2  | 2  | 3  | 3  | 2  | 2  | 1  | 1  | 1  | 1  | 1  | 1  | 1  | 1  | 1  | 1  | 2  |
| CMA Soria Numancia          | 2  | 3  | 3  | 2  | 2  | 3  | 3  | 3  | 3  | 3  | 3  | 3  | 3  | 3  | 3  | 3  | 3  | 3  |
| Cajasol Juvasa              | 6  | 4  | 6  | 4  | 5  | 4  | 4  | 4  | 5  | 5  | 5  | 5  | 5  | 5  | 4  | 5  | 4  | 4  |
| Ushuaïa Ibiza Vóley         | 7  | 8  | 8  | 7  | 6  | 5  | 5  | 5  | 4  | 4  | 4  | 4  | 4  | 4  | 5  | 4  | 5  | 5  |
| UBE L'Illa Grau             | 5  | 6  | 7  | 8  | 8  | 7  | 7  | 7  | 7  | 7  | 6  | 6  | 6  | 6  | 6  | 6  | 6  | 6  |
| Vecindario ACE Gran Canaria | 4  | 5  | 4  | 5  | 4  | 6  | 6  | 6  | 6  | 6  | 7  | 7  | 7  | 7  | 7  | 7  | 7  | 7  |
| CV Andorra                  | 8  | 9  | 9  | 9  | 9  | 9  | 9  | 8  | 8  | 9  | 9  | 8  | 8  | 8  | 8  | 8  | 8  | 8  |
| Club Vigo Voleibol          | 9  | 7  | 5  | 6  | 7  | 8  | 8  | 9  | 9  | 8  | 8  | 9  | 9  | 9  | 9  | 9  | 9  | 9  |
| C.V. Zaragoza               | 10 | 10 | 10 | 10 | 10 | 10 | 10 | 10 | 10 | 10 | 10 | 10 | 10 | 10 | 10 | 10 | 10 | 10 |

## Play-off
|  | Semifinales | Semifinales        | Semifinales | Semifinales     | Semifinales | Semifinales | Semifinales |            |   | Final | Final | Final | Final | Final | Final | Final |  |
|  |             |                    |             |                 |             |             |             |            |   |       |       |       |       |       |       |       |  |
|  |             |                    |             |                 |             |             |             |            |   |       |       |       |       |       |       |       |  |
|  | 3           | CAI Teruel         | 3           | 3               | 3           |             |             |            |   |       |       |       |       |       |       |       |  |
|  | 3           | CAI Teruel         | 3           | 3               | 3           |             |             |            |   |       |       |       |       |       |       |       |  |
|  | 0           | Cajasol Juvasa     | 0           | 0               | 1           |             |             |            |   |       |       |       |       |       |       |       |  |
|  | 0           | Cajasol Juvasa     | 0           | 0               | 1           |             | 1           | CAI Teruel | 3 | 1     | 0     | 1     |       |       |       |       |  |
|  |             |                    |             |                 |             |             |             | CAI Teruel | 3 | 1     | 0     | 1     |       |       |       |       |  |
|  |             |                    | 3           | Unicaja Almería | 0           | 3           | 3           | 3          |   |       |       |       |       |       |       |       |  |
|  | 3           | Unicaja Almería    | 3           | Unicaja Almería | 0           | 3           | 3           | 3          | 3 | 3     | 3     |       |       |       |       |       |  |
|  | 3           | Unicaja Almería    |             |                 |             |             |             |            | 3 | 3     | 3     |       |       |       |       |       |  |
|  | 0           | CMA Soria Numancia | 1           | 0               | 1           |             |             |            |   |       |       |       |       |       |       |       |  |
|  | 0           | CMA Soria Numancia | 1           | 0               | 1           |             |             |            |   |       |       |       |       |       |       |       |  |
|  |             |                    |             |                 |             |             |             |            |   |       |       |       |       |       |       |       |  |

| Campeón de Superliga 2012-13 |
| ---------------------------- |
| Unicaja Almería              |

## Jugadores

### MVP y siete ideal por jornada
Esta tabla mostrará los jugadores que cada jornada la RFEVB designa como jugador más valioso (MVP) y como miembro del siete ideal.
| Jugador                  | Origen    | Club                        | MVP | 7 id. | 01 | 02 | 03 | 04 | 05 | 06 | 07 | 08 | 09 | 10 | 11 | 12 | 13 | 14 | 15 | 16 | 17 | 18 | S1 | S2 | F1 | F2 |
| ------------------------ | --------- | --------------------------- | --- | ----- | -- | -- | -- | -- | -- | -- | -- | -- | -- | -- | -- | -- | -- | -- | -- | -- | -- | -- | -- | -- | -- | -- |
| Juan Carlos Barcala      | España    | CAI Teruel                  | 4   | 8     | M  |    |    |    |    |    |    |    | M  |    |    |    | *  |    |    | M  | M  | *  |    | *  | *  |    |
| Raúl Muñoz               | España    | Cajasol Juvasa              | 3   | 9     |    | M  |    | *  |    |    | *  | *  |    |    |    |    |    | *  | *  |    | *  | M  |    | M  |    |    |
| Andrés Villena           | España    | Unicaja Almería             | 3   | 6     |    |    |    | M  |    |    | *  | *  |    |    |    |    |    |    | *  |    |    |    | M  |    |    | M  |
| Carlos Mora              | España    | Ushuaïa Ibiza Vóley         | 2   | 4     |    |    | M  |    | *  | M  |    |    |    |    |    |    |    |    |    | *  |    |    |    |    |    |    |
| Víctor Viciana           | España    | Unicaja Almería             | 1   | 9     | *  |    |    |    |    |    |    | M  |    | *  |    |    | *  |    | *  |    |    |    | *  | *  | *  | *  |
| Jassim Youssif Al Nabhan | Bahamas   | Unicaja Almería             | 1   | 7     |    |    |    |    |    |    |    |    | *  | *  |    |    | M  |    |    | *  |    |    | *  |    | *  | *  |
| Francisco José Ruiz      | España    | CMA Soria Numancia          | 1   | 6     | *  |    |    | *  |    |    |    |    |    |    |    | M  |    |    |    | *  |    | *  |    | *  |    |    |
| Julián García-Torres     | España    | Unicaja Almería             | 1   | 6     |    | *  |    |    |    |    |    |    | *  |    |    |    | *  |    | M  |    |    |    | *  |    |    | *  |
| Alberto Salas            | España    | CMA Soria Numancia          | 1   | 3     |    | *  |    |    | M  |    |    |    |    |    |    | *  |    |    |    |    |    |    |    |    |    |    |
| Carlos Baos              | España    | UBE L'Illa Grau             | 1   | 3     |    | *  |    |    |    |    |    |    |    | M  |    |    |    | *  |    |    |    |    |    |    |    |    |
| Jesús Bruque             | España    | Cajasol Juvasa              | 1   | 2     |    |    |    |    |    |    | M  |    |    |    |    |    |    |    |    |    |    | *  |    |    |    |    |
| Freddy Cedeño            | Venezuela | Unicaja Almería             | 1   | 1     |    |    |    |    |    |    |    |    |    |    |    |    |    |    |    |    |    |    |    |    | M  |    |
| Semidán Deniz            | España    | Vecindario ACE Gran Canaria | 1   | 1     |    |    |    |    |    |    |    |    |    |    |    |    |    | M  |    |    |    |    |    |    |    |    |
| Manuel Parrés            | España    | CAI Teruel                  |     | 6     | *  |    |    |    | *  |    |    |    |    | *  |    |    |    |    | *  |    |    |    |    | *  |    | *  |
| José Manuel García       | Andorra   | CV Andorra                  |     | 5     |    |    | *  | *  |    |    |    | *  |    |    |    |    |    |    | *  | *  |    |    |    |    |    |    |
| Borja Ruiz               | España    | Unicaja Almería             |     | 4     |    |    |    | *  | *  |    |    | *  |    |    |    |    |    |    |    |    |    |    |    |    | *  |    |
| Carlos Cuesta            | España    | Cajasol Juvasa              |     | 4     |    |    |    |    |    | *  | *  |    |    |    |    |    |    | *  |    |    | *  |    |    |    |    |    |
| Mohammed Waddane         | Marruecos | UBE L'Illa Grau             |     | 4     |    | *  |    |    |    |    | *  |    | *  |    |    |    |    |    |    | *  |    |    |    |    |    |    |
| Alejandro Fernández      | España    | Vecindario ACE Gran Canaria |     | 3     | *  |    | *  |    |    |    | *  |    |    |    |    |    |    |    |    |    |    |    |    |    |    |    |
| Antoni Llabrés           | España    | Unicaja Almería             |     | 3     |    |    |    |    |    |    |    |    |    |    |    |    | *  |    |    |    |    |    | *  |    | *  |    |
| Francesc Llenas          | España    | CAI Teruel                  |     | 3     |    |    |    |    |    |    |    |    | *  |    |    |    |    |    |    |    |    |    |    | *  |    | *  |
| Javier Garrido           | España    | CV Andorra                  |     | 3     |    |    |    |    |    |    |    | *  |    |    |    |    | *  |    |    |    | *  |    |    |    |    |    |
| José Miguel Sugrañes     | España    | CAI Teruel                  |     | 3     |    |    | *  |    |    |    |    |    |    |    |    |    |    |    |    |    |    |    | *  | *  |    |    |
| Manuel Sevillano         | España    | CAI Teruel                  |     | 3     |    |    |    |    |    | *  |    |    |    |    |    |    | *  |    |    |    |    |    | *  |    |    |    |
| Sergi Arranz             | España    | CAI Teruel                  |     | 3     |    |    |    |    |    |    |    |    | *  |    |    | *  |    |    |    |    | *  |    |    |    |    |    |
| Adrián Fidalgo           | España    | Ushuaïa Ibiza Vóley         |     | 2     |    |    |    |    |    | *  |    |    |    |    |    |    |    |    |    |    |    | *  |    |    |    |    |
| Edmond Solanas           | España    | Ushuaïa Ibiza Vóley         |     | 2     |    |    |    |    | *  |    |    | *  |    |    |    |    |    |    |    |    |    |    |    |    |    |    |
| Enrique de Diego         | España    | Cajasol Juvasa              |     | 2     |    |    |    |    |    | *  |    |    |    |    |    | *  |    |    |    |    |    |    |    |    |    |    |
| Erik Olivera             | Andorra   | CV Andorra                  |     | 2     |    |    | *  |    |    |    |    |    |    |    |    | *  |    |    |    |    |    |    |    |    |    |    |
| Iñaki Bescós             | España    | UBE L'Illa Grau             |     | 2     |    | *  |    |    |    |    |    |    |    | *  |    |    |    |    |    |    |    |    |    |    |    |    |
| Juan Modesto Guerrero    | España    | Ushuaïa Ibiza Vóley         |     | 2     |    |    | *  |    |    | *  |    |    |    |    |    |    |    |    |    |    |    |    |    |    |    |    |
| Mario Segura             | España    | Cajasol Juvasa              |     | 2     |    |    |    |    | *  |    |    |    | *  |    |    |    |    |    |    |    |    |    |    |    |    |    |
| Saulo Costa              | Brasil    | Ushuaïa Ibiza Vóley         |     | 2     |    |    |    |    |    |    | *  |    |    |    |    |    |    |    |    |    | *  |    |    |    |    |    |
| Aarón Gámiz              | España    | CMA Soria Numancia          |     | 1     |    |    |    |    |    |    |    |    |    |    |    |    |    |    |    |    |    | *  |    |    |    |    |
| Alberto Ayllón           | España    | Vecindario ACE Gran Canaria |     | 1     | *  |    |    |    |    |    |    |    |    |    |    |    |    |    |    |    |    |    |    |    |    |    |
| Alexis Valido            | España    | Vecindario ACE Gran Canaria |     | 1     |    |    |    |    |    |    |    |    |    |    |    | *  |    |    |    |    |    |    |    |    |    |    |
| Arthur Borges            | Brasil    | Ushuaïa Ibiza Vóley         |     | 1     |    |    | *  |    |    |    |    |    |    |    |    |    |    |    |    |    |    |    |    |    |    |    |
| Cristian Ramos           | España    | Vecindario ACE Gran Canaria |     | 1     |    |    |    |    |    |    |    |    |    |    |    |    |    |    |    |    |    | *  |    |    |    |    |
| Daniel Castañeda         | España    | Vecindario ACE Gran Canaria |     | 1     |    |    |    |    |    |    |    |    |    |    |    |    |    | *  |    |    |    |    |    |    |    |    |
| Daniel Ortega            | España    | Club Vigo Voleibol          |     | 1     |    |    |    |    |    |    |    |    |    |    |    |    |    |    |    | *  |    |    |    |    |    |    |
| Francisco J. Rodríguez   | España    | CAI Teruel                  |     | 1     |    |    |    |    |    |    |    |    |    |    |    |    |    |    |    |    |    |    |    |    | *  |    |
| Harold Ramírez           | Colombia  | Vecindario ACE Gran Canaria |     | 1     |    |    |    |    |    |    |    |    |    |    |    | *  |    |    |    |    |    |    |    |    |    |    |
| Héctor García            | España    | CV Andorra                  |     | 1     |    |    |    | *  |    |    |    |    |    |    |    |    |    |    |    |    |    |    |    |    |    |    |
| José C. Rodríguez        | España    | Club Vigo Voleibol          |     | 1     |    |    |    |    | *  |    |    |    |    |    |    |    |    |    |    |    |    |    |    |    |    |    |
| Manuel Salvador          | España    | CMA Soria Numancia          |     | 1     |    |    |    |    |    |    |    |    |    |    |    |    |    |    | *  |    |    |    |    |    |    |    |
| Marc Altayó              | España    | CMA Soria Numancia          |     | 1     |    |    |    | *  |    |    |    |    |    |    |    |    |    |    |    |    |    |    |    |    |    |    |
| Marcos Dreyer            | Brasil    | CAI Teruel                  |     | 1     |    |    |    |    |    |    |    |    |    |    |    |    |    | *  |    |    |    |    |    |    |    |    |
| Marcos Héctor Peña       | Argentina | CV Andorra                  |     | 1     |    |    |    |    |    |    |    |    |    |    |    |    |    |    |    |    | *  |    |    |    |    |    |
| Mario Ferrera            | España    | Unicaja Almería             |     | 1     |    |    |    |    |    |    |    |    |    |    |    |    |    |    |    |    |    |    |    |    |    | *  |
| Óscar Gómez              | España    | Club Vigo Voleibol          |     | 1     |    |    |    |    |    |    |    |    |    |    |    |    |    | *  |    |    |    |    |    |    |    |    |
| Pablo Bugallo            | España    | CMA Soria Numancia          |     | 1     |    |    |    |    |    |    |    |    |    | *  |    |    |    |    |    |    |    |    |    |    |    |    |
| Pavel Kukartsev          | España    | UBE L'Illa Grau             |     | 1     |    |    |    |    |    | *  |    |    |    |    |    |    |    |    |    |    |    |    |    |    |    |    |
| Stefan Radu              | España    | C.V. Zaragoza               |     | 1     |    |    |    |    |    |    |    |    |    | *  |    |    |    |    |    |    |    |    |    |    |    |    |
| Stefano Nassini          | España    | Cajasol Juvasa              |     | 1     | *  |    |    |    |    |    |    |    |    |    |    |    |    |    |    |    |    |    |    |    |    |    |
| Xavier Folguera          | España    | CMA Soria Numancia          |     | 1     |    | *  |    |    |    |    |    |    |    |    |    |    |    |    |    |    |    |    |    |    |    |    |

Nota.- Esta clasificación no fue publicada por la RFEVB en la jornada 11.

### MVP y 7 ideal de la temporada regular[3]
| Jugador              | Origen    | Club                | Posición   |
| -------------------- | --------- | ------------------- | ---------- |
| Juan Carlos Barcala  | España    | CAI Teruel          | Opuesto    |
| Carlos Mora          | España    | Ushuaïa Ibiza Vóley | Colocador  |
| Raúl Muñoz           | España    | Cajasol Juvasa      | Receptor   |
| Francisco José Ruiz  | España    | CMA Soria Numancia  | Receptor   |
| Julián García-Torres | España    | Unicaja Almería     | Central    |
| Manuel Parrés        | España    | CAI Teruel          | Central    |
| Carlos Cuesta        | España    | Cajasol Juvasa      | Líbero     |
|                      |           |                     |            |
| Toni Gino            | Argentina | Ushuaïa Ibiza Vóley | Entrenador |

### Mejores anotadores
En esta sección aparecen los 10 jugadores con mejor promedio de puntos por set disputado, según las estadísticas de los partidos publicadas por la RFEVB. Para ello es preciso que el jugador haya disputado al menos dos sets por partido.
| Jugador                  | Origen    | Club                        | Pts. | Sets | P.P.S. | 01 | 02 | 03 | 04 | 05 | 06 | 07 | 08 | 09 | 10 | 11 | 12 | 13 | 14 | 15 | 16 | 17 | 18 | S1 | S2 | F1 | F2 |
| ------------------------ | --------- | --------------------------- | ---- | ---- | ------ | -- | -- | -- | -- | -- | -- | -- | -- | -- | -- | -- | -- | -- | -- | -- | -- | -- | -- | -- | -- | -- | -- |
| Juan Carlos Barcala      | España    | CAI Teruel                  | 413  | 80   | 5,163  | 19 | 13 | 18 | 16 | 8  | 20 | 14 | 14 | 26 | 15 | 7  | 11 | 21 |    | 11 | 15 | 31 | 21 | 34 | 23 | 37 | 39 |
| Andrés Villena           | España    | Unicaja Almería             | 406  | 84   | 4,833  | 17 | 12 | 15 | 31 | 15 | 19 | 17 | 16 | 9  | 16 | 3  | 13 | 14 | 14 | 25 | 4  | 22 | 19 | 37 | 19 | 30 | 39 |
| Raúl Muñoz               | España    | Cajasol Juvasa              | 325  | 69   | 4,710  | 16 | 22 |    | 19 | 15 | 13 | 16 | 15 | 16 | 7  | 19 | 13 | 12 | 19 | 17 | 20 | 13 | 24 | 20 | 29 |    |    |
| Pavel Kukartsev          | España    | UBE L'Illa Grau             | 257  | 58   | 4,431  | 13 | 10 | 14 | 12 | 27 | 22 | 7  | 16 | 22 | 12 | 22 | 11 | 9  |    | 13 | 16 | 6  | 25 |    |    |    |    |
| Semidán Deniz            | España    | Vecindario ACE Gran Canaria | 243  | 57   | 4,263  | 14 | 17 | 18 | 5  | 4  |    | 15 | 8  | 14 | 12 | 13 | 10 | 8  | 41 | 24 | 9  | 19 | 12 |    |    |    |    |
| Alberto Salas            | España    | CMA Soria Numancia          | 290  | 71   | 4,085  | 18 | 20 | 11 | 17 | 18 | 8  | 8  | 11 | 27 | 15 | 17 | 12 | 7  | 8  | 11 | 13 | 17 | 16 | 22 | 14 |    |    |
| Arthur Borges            | Brasil    | Ushuaïa Ibiza Vóley         | 218  | 55   | 3,964  | 10 | 17 | 20 |    | 16 | 13 | 14 | 14 | 13 | 11 | 13 | 9  |    | 22 | 8  | 15 | 11 | 12 |    |    |    |    |
| Jassim Youssif Al Nabhan | Bahamas   | Unicaja Almería             | 300  | 79   | 3,797  |    | 4  | 11 | 9  |    | 11 | 11 | 15 | 23 | 12 | 12 | 8  | 22 | 6  | 9  | 15 | 18 | 16 | 30 | 17 | 24 | 27 |
| Francisco J. Ruiz        | España    | CMA Soria Numancia          | 266  | 71   | 3,746  | 7  | 13 | 12 | 14 | 14 | 10 | 10 | 12 | 14 | 11 | 13 | 17 | 11 | 18 | 6  | 14 | 12 | 15 | 23 | 20 |    |    |
| Héctor Salerno           | Venezuela | Cajasol Juvasa              | 224  | 62   | 3,613  |    | 17 |    | 15 | 9  | 16 | 15 | 7  | 11 | 13 | 17 | 5  | 7  | 11 | 10 | 6  | 7  | 14 | 31 | 13 |    |    |

Pts = Puntos; Sets = Sets disputados con su equipo; P.P.S. = Puntos por set.
Véase también: Anexo:Jugadores de Superliga 1 y 2 masculina de voleibol (España) - Temporadas 2010-11 a 2019-20.